# Мефодий (Петров)
Архимандрит Мефодий (в миру Ве́нко Пе́тров; 16 февраля 1961, село Блатец, община Виница, Народная Республика Македония, ФНРЮ — 22 июля 2021, Санкт-Петербург, Россия) — священнослужитель Русской православной церкви, архимандрит.
Насельник Спасо-Преображенского Валаамского монастыря, директор православного культурно-просветительского центра «Свет Валаама». Главный редактор ежемесячной иллюстрированной газеты «Свет Валаама», учредитель и модератор ежегодных православных международных конференций. Деятельность Мефодия стала одной из ключевых в возрождении Валаамского монастыря после разрушений, нанесённых обители в десятилетия запустения — с 1940 по 1989 год. Инициатор многих благотворительных проектов для жителей Валаама. Лауреат года Республики Карелия (2012). Кавалер ордена «За заслуги перед Отечеством» II-й степени (2014). Имел гражданство Российской Федерации.

## Биография
Родился 16 февраля 1961 года в Восточной Македонии в православной семье, в 5 км от монастыря великомученика Никиты (село Блатец, в общину Виница). В этом монастыре в 1930-40-е годы жили 70 валаамских старцев и до сего времени сохранилась могила одного из них, монаха Панкратия (†6 февраля 1949). Дедушка Петрова построил несколько храмов и часовен в Македонии. С раннего детства Венко увлекался творчеством русских писателей, художников, композиторов. «Через их произведения присутствие Божье в жизни русского человека я чувствовал особенно ярко. Поэтому я с детства очень любил Россию», признавался отец Мефодий в сентябре 2000 года в первом интервью для печати.
В 1984 году окончил институт в Скопье, получив профессию строительного инженера. В молодости имел много друзей на Западе, мечтал жениться и жить в Италии.
Но в 1991 году Венко избрал путь монашества. Сначала поехал в Грецию, на Афон, там получил благословение архимандрита Георгия, весьма почитаемого старца, борца с экуменизмом. Однако в начале 1990-х годов сильно накалились политические отношения между Грецией и только что обретшей независимость Македонией, которая приняла в качестве имени государства исторически укоренившееся название крупной греческой области. И хотя архимандрит Георгий благословил Петрова жить на подворье Афонского монастыря, Венко почёл за лучшее покинуть Грецию. Архимандрит Георгий отнёсся к этому шагу с пониманием и посоветовал направиться в Россию, где Петров до этого никогда не был, русского языка не знал. В основе решения молодого пилигрима лежало убеждение, что будущее человечества связано с Россией.
В 1992 году, 21 августа, на праздник преподобного Сергия Радонежского Венко Петров прибыл в Сергиев Посад, в Лавру, куда его пригласил архимандрит Кирилл (Павлов). В Лавре Венко стал послушником, жил там полгода. Там его заметил эконом Лавры отец Панкратий, они стали друзьями. Через некоторое время Мефодий опять собрался ехать на Афон. Но когда архимандрит Панкратий получил от Святейшего Патриарха Алексия II назначение игуменом на Валаам, то с благословения старца Кирилла пригласил молодого послушника с собой. Вместе с владыкой Панкратием прибыл на Валаам 6 февраля 1993 года.
Скончался 22 июля 2021 года в больнице Санкт-Петербурга  от осложнений, вызванных коронавирусной инфекцией.

## На Валааме

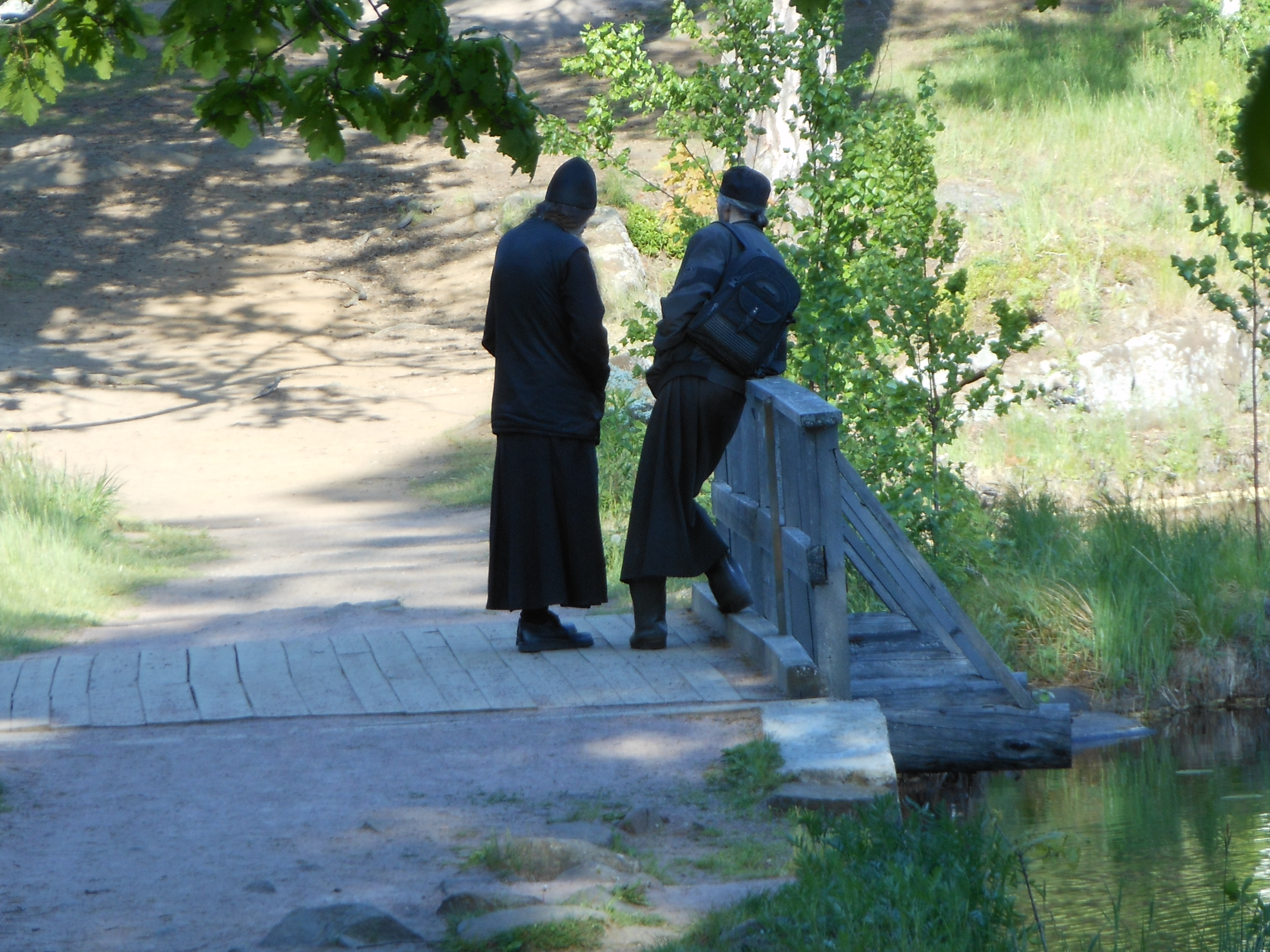
Валаам. У Конёвских озёр. 2012

24 января 1993 года (по старому стилю), в день преставления игумена Дамаскина, впервые оказался на Валааме. Получил послушание в алтаре: был алтарником, пономарём. Твёрдым орешком оказался русский язык (в школе Венко освоил английский, французский и немецкий). «Постоянное общение в русской среде и воля Божья помогли мне освоиться», вспоминал впоследствии о. Мефодий. В то же время на Валааме он бережно хранил и следовал ряду традиций балканского православия.
По воспоминаниям Мефодия, когда он приехал на Валаам, то столкнулся с таким бытом мирских жителей острова, в котором «были пьянки, драки, всё было обкурено». Сострадая местному населению, Мефодий, однако, первое время следовал каноническим принципам монашества — «не общаться с местными жителями». Шло время, и постепенно отношения наладились.

Я думаю, что у русского человека где-то в самой глубине, в подсознании, на внутреннем горизонте — заложена огромная вера в Бога. И меня поражало при беседах с валаамскими жителями, насколько эти люди были боголюбивы. Хотя они могли вести себя в некоторых аспектах относительно монашества неприемлемо, но никогда я ни в ком не встречал богоборчества, вражду на Бога и во всех встречал доброжелательство… С одной стороны, Господь давал большую благодать, с другой — мне открывался этот прекрасный горизонт красоты русской души.
— игумен Мефодий
Послушником на Валааме Мефодий пробыл около полутора лет. При монашеском постриге восприемником (а затем духовным отцом) стал духовник монастыря о. Геронтий. Постриг с именем Мефодий произошёл на Рождество Иоанна Предтечи в 1994 году, через четыре дня, 11 июля, в день преподобных Сергия и Германа, посвятили в сан иеродиакона, а в этот же день 11 июля 1996 года патриархом Алексием II рукоположён в сан иеромонаха.
С самого начала служения на Валааме назначен и в течение шести лет был ризничим монастыря, ведал церковной утварью, святынями храмов, иконами и мощами. Ежедневно проводил в алтаре по 14 часов. Чудесным событием в этот период стало обретение иконы Валаамской Божьей Матери, сохранившейся в храме на Смоленском кладбище в Санкт-Петербурге.
Подписал «Заявление братии Валаамского монастыря» от 26 марта 1998 года, содержащую резкую критику экуменизма.
С 2000 года — директор воскресной школы и помощник игумена по приёму паломников. Выступил за то, чтобы туризм на Валааме развивать в духе паломничества к святыням, а не как индустрию развлечений. Его службе были переданы все не отремонтированные гостиницы и другие, часто не вполне приспособленные объекты, где можно было размещать прибывающие в монастырь группы. По свидетельствам валаамских паломников, отец Мефодий в качестве гостинника монастыря творчески подошёл к своей миссии, завёл традицию встречать гостей у ворот обители, объяснять внутренние правила и угощать сладостями, фруктами, орехами и вареньем. Принимал деятельное участие в восстановлении верхнего храма Спасо-Преображенского собора на Валааме, строительстве патриаршего Владимирского скита, ранее никогда не существовавшего в монастыре, часовни в честь Валаамской иконы Божией Матери на острове Светлый у входа в Большую Монастырскую бухту.
27 февраля 2005 года по благословению епископа Троицкого Панкратия создан православный Культурно-просветительский центр «Свет Валаама». Иеромонах Мефодий, возведённый в сан игумена, возглавил новый центр. ПКПЦ продолжил заниматься приёмом гостей и реставрацией, начал социальное служение: оказывал благотворительную помощь детям, пенсионерам, проводил многочисленные культурные мероприятия, привлекал к сотрудничеству на благо монастыря творчески одарённых людей, которые хотели направить свой посильный труд церкви. В состав ПКПЦ «Свет Валаама» входит детский Валаамский хор «Валанс». По мнению жителей Валаама, которое в 2007 году цитировала «Новая газета», Мефодий — самый добросердечный монах в монастыре.
Помимо Мефодия в братии Валаамского монастыря, отмечала «Российская газета», есть ещё один иеромонах из Македонии — отец Наум.
В 2012 году игумен Мефодий стал лауреатом Республики Карелия. Диплом лауреата 24 декабря 2012 года ему вручил глава Карелии А. Худилайнен в присутствии Архиепископа Петрозаводского и Карельского Мануила. Звание лауреата Республики Карелия присуждено Мефодию «за укрепление межнационального и межрелигиозного мира и согласия, духовно-нравственное воспитание и просвещение граждан, сохранение традиционных ценностей и историко-культурного наследия Карелии».

## Переселенческая политика
Игумен Мефодий — сторонник «безболезненного отселения» местного мирского населения (около 300 человек, многие здесь родились) с Валаама на материк, о чём заявил в интервью «Независимой газете» ещё в 2002 году. «Светские поселения с хуторской традицией вообще не в традиции Валаама и совершенно ему не нужны», спустя 4 года утверждал игумен в интервью журналу «Огонёк». Схожий тезис Мефодий развил и на страницах «Новой газеты»: «Местные жители и туристы отвлекают монахов от работы, мешают молиться». На пресс-конференции в Москве 18 декабря 2006 года, посвящённой конфликтной ситуации с мирянами, Мефодий сформулировал эту мысль мягче: «Никто никого не выселял, просто люди неправильно прописаны». Мотивируя переселение мирян из неблагоустроенных квартир в здание Зимней гостиницы, Мефодий, в канцелярии и гостиничной службе которого по сложившейся практике работает много женщин, неожиданно напомнил о древних традициях монашеской жизни и причинах, по которым монах вправе покинуть обитель: «Если в монастыре появляется отроковица или женщина; если в монастыре появляется ересь». На архипелаге возникли зоны гендерных территориальных ограничений: на Скитский остров, где расположен скит во имя Всех святых, женщины допускаются один раз в год на престольный праздник, на Монашеском острове, где находится Предтеченский скит, присутствие женщин вообще запрещено; эти ограничения мотивировались старовалаамской традицией. Затем монастырь и вовсе пожелал переселить островитян на материк, на Валааме началось регулярное отключение электроэнергии, был закрыт единственный продовольственный магазин. Наряду с этим в Сортавале (45 км водного пути от Валаама) при участии специальной патриаршей программы местные власти построили жильё для переселенцев с архипелага, предоставлялись дотации, однако уехать с острова пожелали далеко не все.
Переселенческая политика монастыря, активным идеологом и проводником которой является Мефодий, вызвала акции протеста валаамских мирян, у которых, по их мнению, хотят отнять гражданские права (запретить местное самоуправление, новое строительство, сбор ягод и грибов, проведение пикников), а затем выселить с малой родины или «превратить в крепостных крестьян монастыря». Реагируя на протестные выступления, пикеты и письма местных жителей Владимиру Путину, Мефодий занял более сдержанную и компромиссную позицию, согласился, что возможно сосуществование поселка с монастырём, а в 2007 году заявил о поддержке примирительного комплекса проектов «Валаам — наш общий дом», разработанного при участии властей Карелии и Санкт-Петербургского госуниверситета. Целью комплекса из пяти проектов, в реализации которого деятельно участвует Мефодий, является налаживание диалога и взаимодействия между монастырским и мирским населением архипелага, решение проблем занятости, развития, создания комфортных условий для жизни, функционирование совместных общественных организаций в православном духе, проведение православных чтений и конференций. При участии Мефодия и возглавляемого им ПКПЦ «Свет Валаама» помощь монастыря местным жителям Валаама приняла более предметный и осязаемый характер: на регулярной основе предоставлялось питание из монастырских запасов, построено 26 отопительных печей, закуплены дрова, слуховые аппараты для пожилых людей, более 40 детей отправлены на отдых в Крым, только в 2006 году, согласно специальной программе, на социальные нужды островитян выделено 6 млн руб. Все эти расходы, по утверждению Мефодия, произведены не из монастырской казны, а являются привлечёнными ПКПЦ благотворительными средствами.

## Проповедническая деятельность

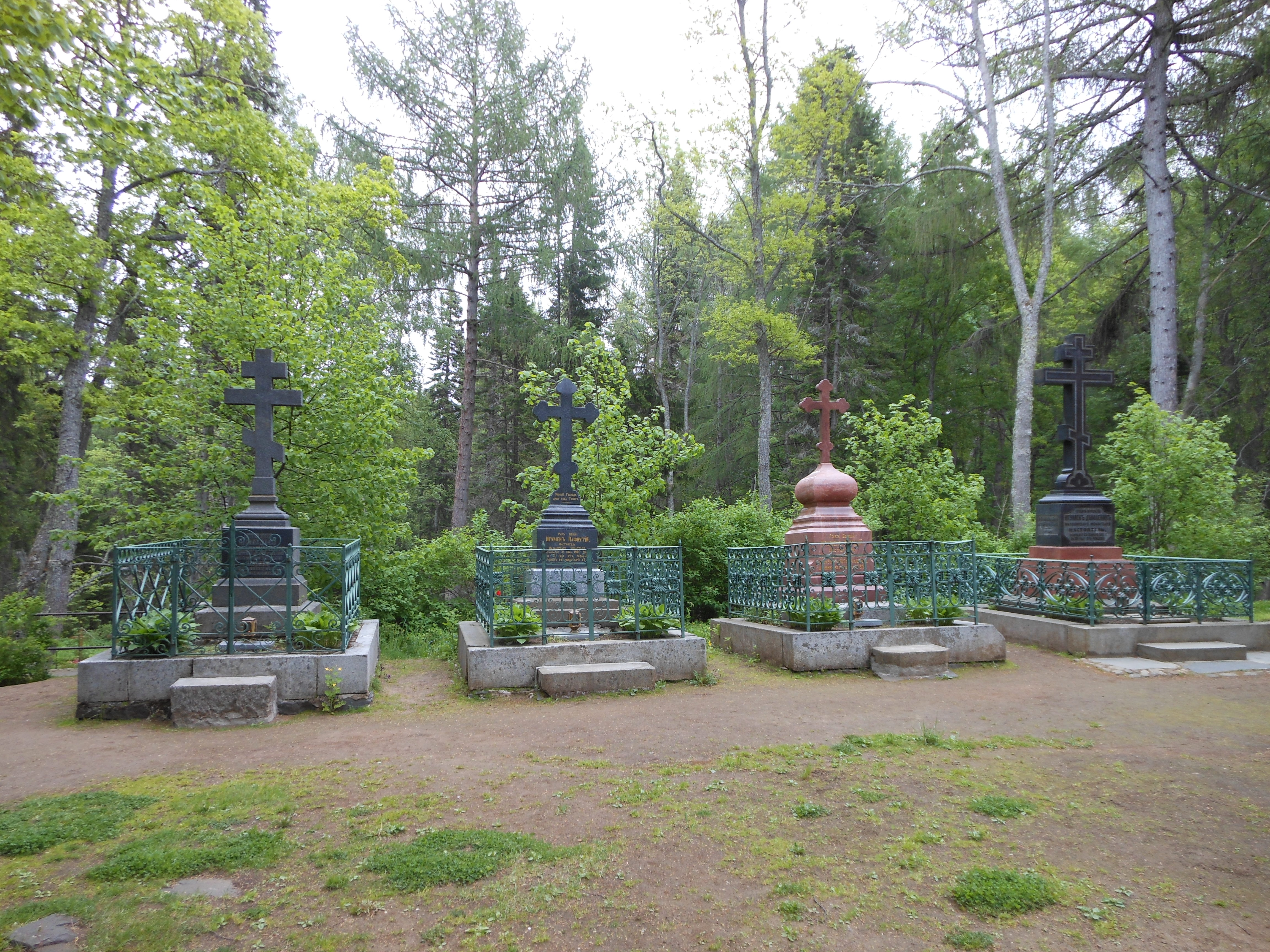
Валаам. На Игуменском кладбище, 2012

Игумен Мефодий является учредителем и модератором международных православных конференций и чтений, проводящихся в Карелии, его выступления и интервью по различным аспектам православия и жизни Валаамского монастыря, взаимоотношений церкви и общества регулярно публикуются в федеральной и региональной печати, — как в светской, так и в православной. Оказывал «благотворное влияние» на ход исследовательских работ по богословию и богослужебной практике. В своих проповедях Мефодий особо выделяет мессианскую роль России и её главенствующее место в мире, как страны родившей огромное количество святых, посвятивших себя духовному подвигу.
Интерпретируя влияние православия на мироощущение и поведение современного человека, его успех в житейских и профессиональных делах, Мефодий указывает, что в своей личности исповедующий православие должен обязательно совмещать четыре аспекта: литургический, догматический, канонический и нравственный. С этими качествами Мефодий связывает былой и возможный в будущем расцвет экономической, духовной и нравственной жизни в России, слава которой, по мнению игумена, сейчас возрождается через покаяние. Мефодий напоминает слова преподобного Серафима Саровского о том, что Россия всегда будет сильная и будет страшна врагам. Неслучайным и знаменательным фактом считает проповедник, что первую атомную бомбу в России создали на территории Саровского монастыря. Другая мысль, которую Мефодий настойчиво внедряет в общественное духовное сознание, заключена в вольном переложении слов Святителя Филарета: «Врагов своих надо любить, врагов государства — уничтожать, а врагов Бога — гнушаться». В оригинале эта фраза звучит так: «Гнушайтесь убо врагами Божиими, поражайте врагов отечества, любите враги ваша». В рождественской проповеди 7 января 2013 года грехами, получившими особое распространение в современную эпоху, назвал богатство, роскошь, блуд, тщеславие и гордыню.
Игумен Мефодий имеет репутацию последовательного противника экуменизма и совместных «экуменических молений». В 1998 году подписал получившее большой общественный резонанс Заявление братии Валаамского монастыря о пагубности экуменического движения и сотрудничества Русской Православной церкви с еретиками во Всемирном совете церквей. «Участие в деятельности ВСЦ, основанной на экклезиологической ереси, — говорится в Заявлении братии Валаамского монастыря, — неизбежно вынуждает православных участников экуменического движения относиться к инославным сообществам как к равноправным „церквам“, облагодатствованным Святым Духом, тем самым попирая догмат о Единой, Святой, Соборной и Апостольской Церкви». Данное Заявление, опубликованное также под заголовком «Молчанием предаётся Бог», шло вразрез с официальной политикой РПЦ и её главы Патриарха Алексия II по отношению к экуменизму и ВСЦ. Встревоженный позицией валаамского монашества, в 2000 году Архиерейский Собор Русской Православной церкви принимает «Основные принципы отношения к инославию». В документе закрепляется несогласие с «теорией ветвей» в христианстве и подчёркивается позитивная роль экуменического движения как «свидетельства о вероучении и кафолическом предании Церкви».
Несмотря на вердикт Архиерейского Собора, Мефодий остался при своём мнении: в более поздних публичных выступлениях игумен по-прежнему солидаризуется с точкой зрения, что все другие религии и ответвления христианства, кроме православия, являются заблуждениями в богоискательстве и настаивает, что будущее человечества связано исключительно с православной Россией.

Будущее мира связано именно с Россией. Любой духовный человек, который хоть немного разбирается в божественном откровении, знает, что Россия — это последняя, третья христианская, империя после Римской и Византийской.
— игумен Мефодий

## История с поцелуем руки Путина
5 августа 2012 года с визитом на Валаам для проведения заседания попечительского совета Русского географического общества прибыл Президент России Владимир Путин. Видеоролик о его встрече священноначалием монастыря привлёк всеобщее внимание и широко обсуждался в прессе и блогосфере. На видео встречающие главу государства паломницы выражают желание получить у него благословение и передают ему записки. После обмена рукопожатиями с чиновниками Путин здоровается со священнослужителями. Внезапно находящийся среди встречающих игумен Мефодий наклоняется, чтобы поцеловать руку Путина. Тот почти сразу убирает ладонь, встряхивает её и снова оглядывается на Мефодия, что-то невнятно и сердито бормоча, показывает игумену кулак (как потом выяснилось — в шутку). Как пояснил затем сам о. Мефодий, «я поцеловал руку президента России в знак признания маленьким <македонским> народом великого русского народа». Мефодий также разъяснил, что в «восточном православии» поцелуй руки традиционно обозначает смирение, а поцелуй священником руки мирянина вписывается в эту традицию.
История с поцелуем имела бурный общественный резонанс. Пресс-секретарь Валаамского монастыря Михаил Шишков сообщил информагентствам, что инцидент вызвал «шквал неприятных звонков», в том числе и от журналистов. Звонившие выражали недовольство жестом о. Мефодия: «что вы пресмыкаетесь, что вы занимаетесь лизоблюдством?». Подобные мнения и оценки пресс-секретарь монастыря назвал хамством. «Этот человек — македонец по национальности, для него это действие имеет глубокий смысл». Здесь нет никакого лизоблюдства, пояснил спикер монастыря, в греческой церкви священник может сам поцеловать руку мирянину в знак смирения перед ним. Ни одного церковного человека это не смутило, таково монастырское понимание смирения, разъяснил общественности представитель Святого Валаама. Игумен Мефодий и раньше не раз целовал руку президенту России в знак признательности за то, что Путин сделал для монастыря, разъяснил в интервью «Известиям» пресс-секретарь главы государства Д. Песков. Событие получило резонанс в прессе также и на Балканах.
Мефодий и Владимир Путин были знакомы с начала 2000-х годов, их связывали дружеские отношения.
На следующий день игумен Мефодий попросил прощения у всех людей, которых невольно смутил своим поступком. Мефодий акцентировал, что «в целовании руки президента России не было ничего личного, лицеприятного и лицемерного», а выражалась его «христианская любовь… к великому русскому народу». Эта история стала темой эссе прозаика Евгения Садкова «Поцелуй Мефодия».
Ажиотаж вокруг необычного случая Валаамский монастырь решил обратить на пользу и популяризацию обители. На православных ресурсах, а также через информагентство Интерфакс-Религия было распространено обращение Святого Валаама с приглашением прихожан, паломников и всех интересующихся жизнью островной твердыни посетить и принять участие в создании и деятельности монастырских страниц на сайтах «ВКонтакте», «Facebook», «Твиттер» и в «Живом журнале».

## Факты
- По инициативе игумена Мефодия список Валаамской иконы Божией матери побывал в космосе и совершил 488 витков вокруг Земли. После такого необычного крестного хода икона вернулась на Валаам и ныне пребывает в нижнем храме Спасо-Преображенского собора рядом с основным списком, выполненным иконописцем Алипием. Отправление Валаамской иконы в космос — первый случай в истории Русской церкви[8].
- По данным игумена Мефодия, Валаамский монастырь покидают до половины пытающихся начать здесь свою монашескую жизнь[18].
- По сведениям игумена Мефодия, на Валаам ежегодно прибывают около 100 тыс. паломников, из которых около 90 тыс. — туристы[18].
- В 2007 году обозреватель «Новой газеты» Леонид Никитинский, обсуждавший с игуменом богословские темы, обратил внимание на своеобразную особенность риторики Мефодия: если ход беседы тому не нравится, игумен делает вид, что плохо понимает по-русски[23].
- Игумен Мефодий шефствует над многодетной семьёй жителей Валаама Рассказовых, в которой пять дочерей и один сын. Глава семейства, отмеченного орденом «Родительская слава», А. В. Рассказов является помощником Мефодия[50].

## Награды
- Медаль ордена «За заслуги перед Отечеством» II степени (25 октября 2014 года) — за достигнутые трудовые успехи, многолетнюю добросовестную работу и активную общественную деятельность[51].